# 久保田秀次郎
久保田 秀次郎（くぼた しゅうじろう、1944年11月8日 - ）は、日本中央競馬会（JRA）の元騎手。

## 来歴
東京都府中市出身。1960年に長期騎手課程の講習生となり、修了後に尾形藤吉厩舎の騎手見習となって、1963年に騎手デビューを果たした。講習生の同期には、大崎昭一、笹倉武久、安田伊佐夫、久保敏文、鹿戸明らが居る。
久保田のお手馬で有名なのは、カブトシローである。1966年3月の中山競馬場でのオープン戦（芝1800m）が初騎乗で1着になると、翌年秋まで主戦騎手として騎乗し、1966年の天皇賞・春では、尾形厩舎のハクズイコウの3着に入り、有馬記念でも同じく尾形厩舎のコレヒデの2着となった。さらに翌年には、天皇賞・春でスピードシンボリの2着になると、中山競馬場で代替開催された秋の天皇賞で遂に1着となった。この天皇賞の制覇時の年齢は、23歳0ヶ月15日であり、これは当時の天皇賞・秋優勝騎手の最年少記録となった。
しかし、1968年には年間わずか11回の騎乗（うちカブトシローに3回騎乗）で未勝利に終わり、1969年はいちども騎乗せずにそのまま騎手を廃業した。
西野広祥が競馬週刊誌『競馬研究』（1970年9月12、13日号「競馬人ルボ」）の取材で26歳になった久保田に会っており、その記事によると、久保田は有馬記念前の3歳馬の調教中に落馬して負傷。快復した翌年に少し騎乗したが、体の調子が悪く、騎手免許を返上した。西野が取材した時には調教にも乗るようになり、騎手としてカムバックを目指しているということであったが、復帰はできなかった。

## おもな騎乗馬
- カブトシロー（1967年天皇賞（秋））
- フラワーウッド（1964年・1965年牝馬東京タイムズ杯）

重賞3勝